# Vermilingua

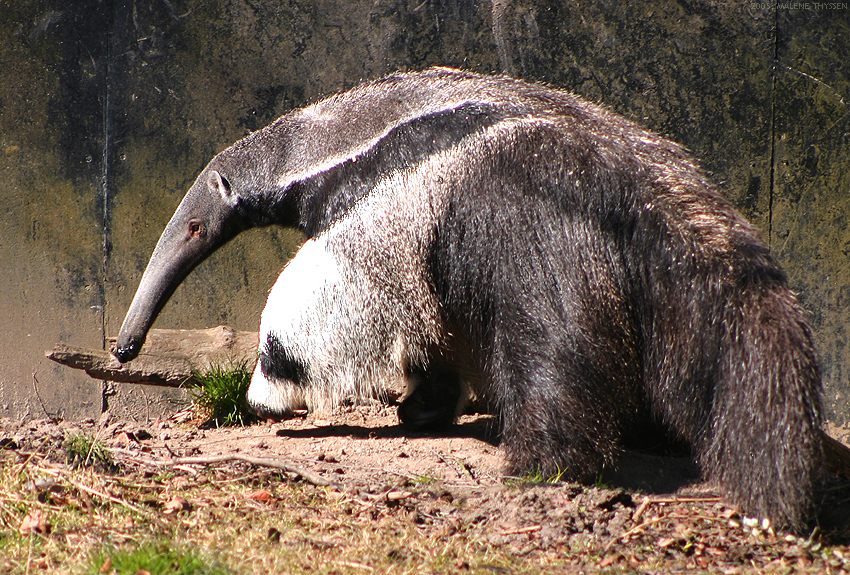
Oso hormiguero gigante en el zoológico de Copenhague.

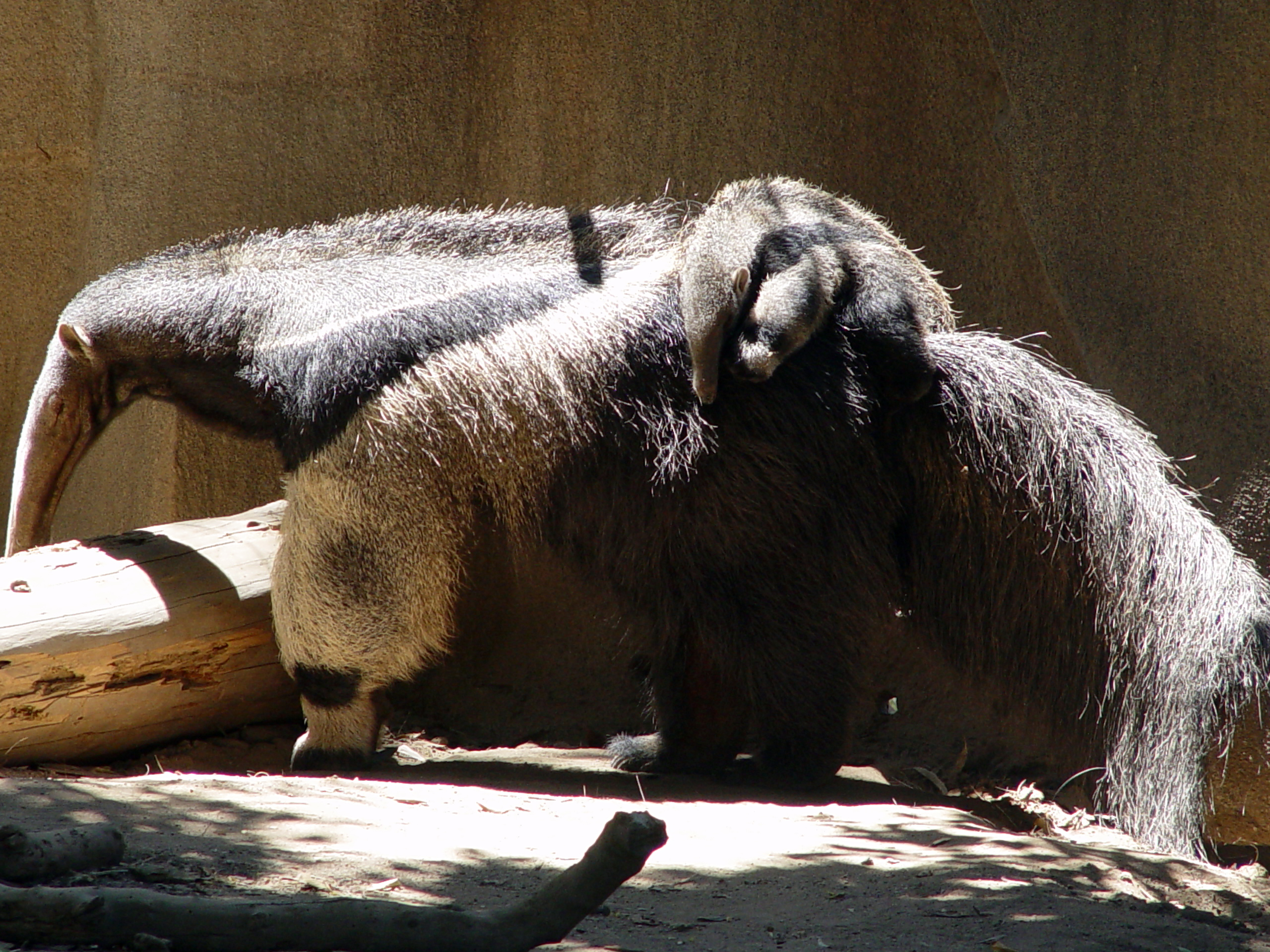
Un oso hormiguero gigante junto a su cría.

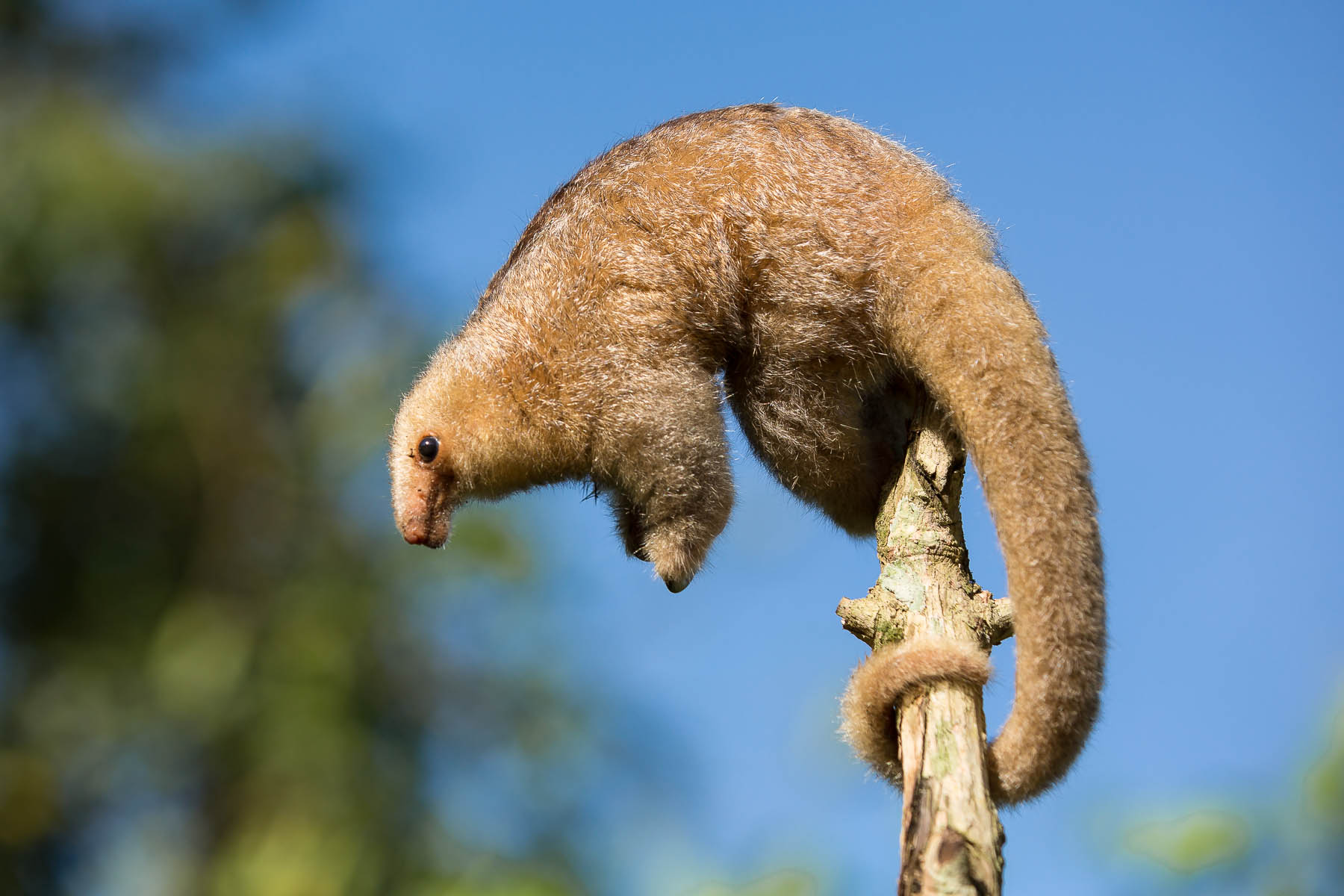
Hormiguero pigmeo o sedoso (Cyclopes didactylus).

Los vermilinguos (Vermilingua, lat. 'lengua en forma de gusano'), conocidos coloquialmente como  osos hormigueros, osos palmeros, tamanduás o yurumíes, son un suborden de mamíferos placentarios del orden Pilosa. Son nativos de América Central y del norte y centro de Suramérica; incluye dos familias, Cyclopedidae y Myrmecophagidae.
A pesar de su nombre, no tienen ningún parentesco cercano con los osos (Ursidae).

## Etimología
Tamandúa deriva del apiacá (lengua tupí-guaraní del Alto Río Tapajos, Mato Grosso, Brasil), taa: hormiga, y mundeu: trampa, trampa de hormigas.

## Descripción general y características
El cuerpo es robusto. Puede medir de 1,20 a 1,30 m de largo y la cola de 75 a 85 cm, y puede llegar a pesar hasta 40 kg. La coloración del pelaje varía de diferentes tonos de grises. El cuello y el lomo pueden llegar a medir de 20 a 22. Las patas o miembros anteriores tienen dedos con uñas fuertes y curvadas. En el dorso de cada una tienen una almohadilla, que apoyan al caminar. Las patas o miembros posteriores presentan cinco dedos con uñas. Al caminar apoyan la región plantar. La diferencia con otros animales está dada en los pulgares de sus patas, que en lugar de ir hacia delante como en todas las especies, va hacia atrás y es una púa de 4 a 6 cm de largo, la cual utiliza como única arma contra otros depredadores que lo ataquen, caso de los felinos, a los que el oso abraza y al hacerlo les clava los pulgares; como consecuencia el atacante trata de sacárselos de su cuerpo pero al hacer fuerza para escapar lo único que consigue es que los pulgares del oso hormiguero se le claven aún más profundamente, con lo cual ambos animales mueren abrazados. La cabeza es pequeña. El hocico es largo con una boca pequeña, ubicada en el extremo. Carece de dientes. La lengua es cilíndrica y puede medir hasta 60 cm. Tiene muy desarrollado el sentido del olfato, que utiliza para encontrar su alimento.

## Comportamiento
Son animales mirmecófagos, esto es, que se alimentan de hormigas y termitas. Con sus fuertes uñas abren los hormigueros y termiteros, y con la larga y viscosa lengua capturan los insectos. Son de hábitos solitarios, excepto en el período de celo o cuando tienen la cría pequeña. La hembra tiene una sola cría por parto. Nace en primavera o verano, después de ciento noventa días de gestación. A la semana de vida abre los ojos. A las pocas horas de nacer, la cría es transportada sobre la espalda de la madre, agarrándose con sus patas delanteras. Se ubica de tal manera que su franja negra se superponga con la de su madre, logrando un perfecto camuflaje para pasar desapercibida.

## Taxonomía
Los vermilinguos se dividen en dos familias y diversos géneros, varios de ellos extintos.
- Familia Cyclopedidae
  - Género Palaeomyrmidon †
  - Género Cyclopes
    - Cyclopes didactylus
- Familia Myrmecophagidae
  - Género Promyrmecophagus †
  - Género Protamandua †
  - Género Tamandua
    - Tamandua mexicana
    - Tamandua tetradactyla

  - Género Neotamandua †
  - Género Myrmecophaga
    - Myrmecophaga tridactyla